# Dialogue RCF
Dialogue RCF est une radio chrétienne française qui diffuse ses programmes sur les aires métropolitaines de Marseille, Aix-en-Provence, Martigues et Aubagne. Elle est affiliée au réseau Radio chrétienne francophone (RCF) depuis avril 2015.

## Histoire et développement

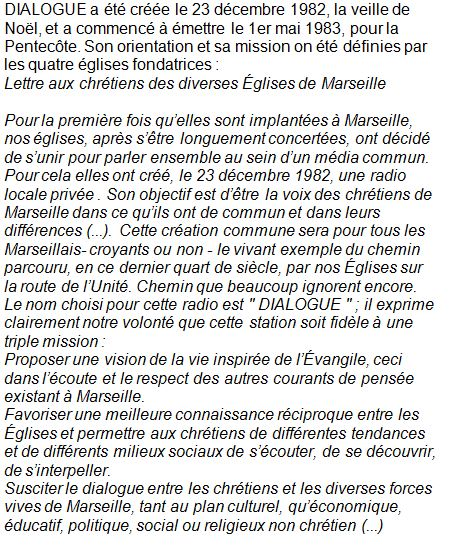
Résumé de l'histoire de la création de la radio Dialogue RCF

Née de l'idée de Monseigneur Roger Etchegaray, la radio est fondée par quatre Églises (Apostolique Arménienne, Catholique, Orthodoxe, Réformée) sous le nom de Radio Dialogue le 23 décembre 1982 et commence à émettre le 1er mai 1983. Son objectif est de fédérer la voix des chrétiens sur Marseille et sa région. Au programme : l'Évangile, rencontres entre églises, et dialogues avec les parti-prenantes de la vie culturelle chrétienne.
En 2007 elle s’installe au 17 rue Breteuil à Marseille.
Le 7 avril 2015, Radio Dialogue et ses 80 000 auditeurs ont rejoint le réseau Radio chrétienne francophone (RCF), fort de 64 stations locales en France et en Belgique, et elle porte désormais le nom de Dialogue RCF. Cette décision découle d'une large concertation avec l'auditoire et les membres bénévoles et salariés de l'équipe ainsi que les Églises fondatrices et permet de garantir le développement de l'antenne en offrant la possibilité d'échanges de programmes avec les autres stations du réseau. À cette occasion l'habillage de l'antenne, sa communication et son site internet sont transformés.
L'équipe change de locaux en déménageant au sein du Centre Le Mistral, dans le 1er arrondissement de Marseille,. À cette occasion, la station lance une campagne d'autofinancement par crowdfunding, visant à récolter le complément de 30 000 euros nécessaires pour assurer cette transformation. Elle est autorisée à passer au numérique le 25 juillet 2019 en utilisant la technologie dite DAB+.

## Gouvernance, aspects réglementaires et finances
La présidence de la radio est tournante. Chacune des confessions fondatrices l'exerce tour à tour pour un mandat de trois ans, passé à quatre depuis 2017. Les présidents sont :

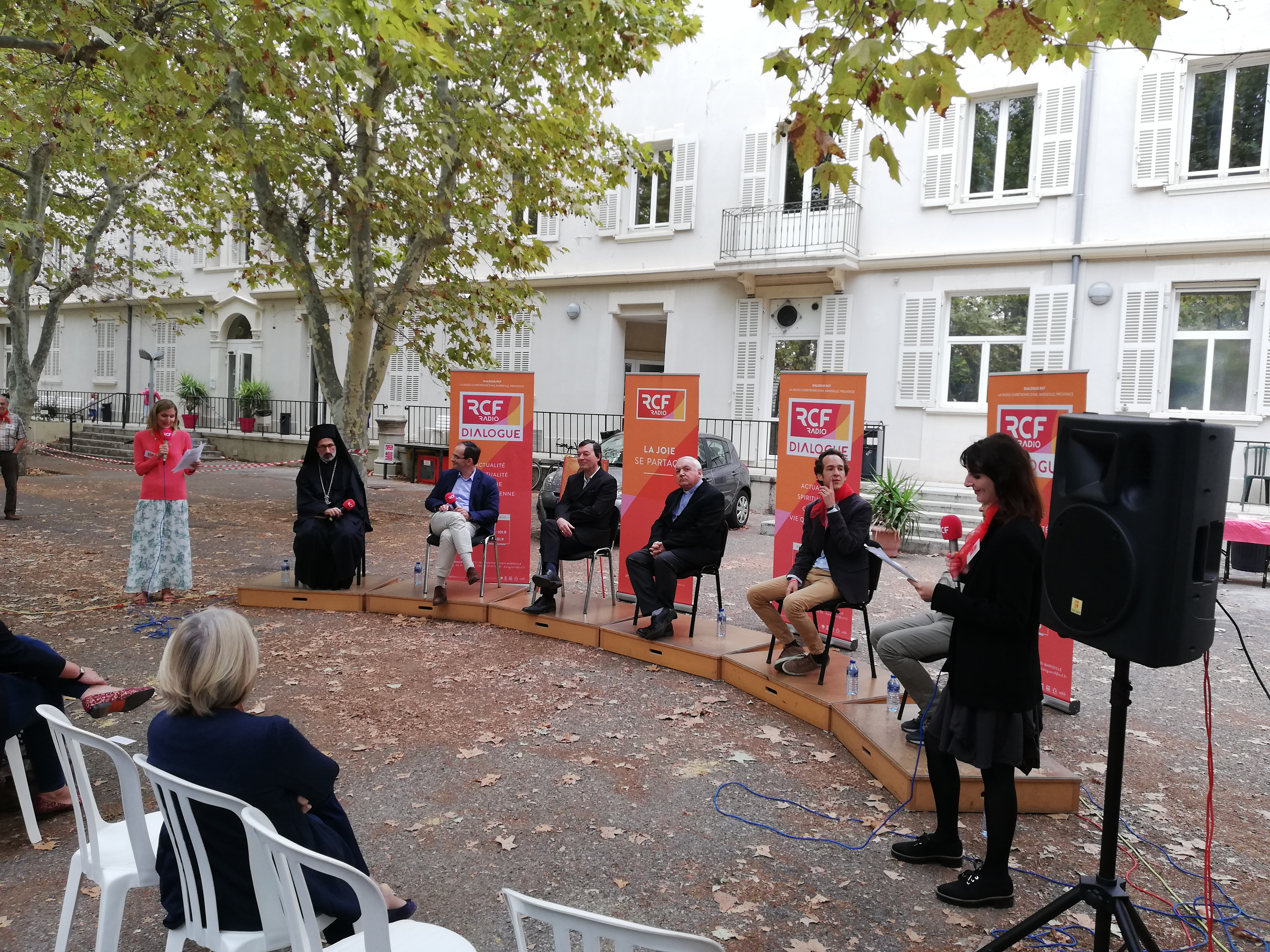
Émission radiophonique en plein air dans la cour du Centre le Mistral, à Marseille, à l'occasion de l'inauguration des nouveaux studios (12 octobre 2019) avec les autorités chrétiennes de la ville, constitutives de la station.

- 1984-1987 : Pierre-Yves Debrenne (Église Réformée)[1]
- 1987-1990 : Robert Azilazian (Église Apostolique Arménienne)
- 1990-1993 : Daniel Bresson (Église Orthodoxe)
- 1993-1996 : Maurice Cassant (Église Catholique)
- 1996-1999 : Jean-Paul Rickenberger (Église Réformée)[1]
- 1999-2002 : Robert Azilazian (Église Apostolique Arménienne)
- 2002-2005 : Robert Bodard (Église Orthodoxe)[11]
- 2005-2008 : Jean François Soulas (Église Catholique)
- 2008-2011 : Christian Apothéloz (Église Réformée)[1]
- 2011-2014 : François Barou (Église Apostolique Arménienne)[11]
- 2014-2017 : Robert Bodard (Église Orthodoxe)[11]
- 2017-2021 : Yves Gizard (Église Catholique)[12]
- 2021 : Francine Lanceleur (Église Protestante Unie)

Dialogue RCF est mise en œuvre par une association déclarée au 16 novembre 2009 sous le nom de Dialogue relais chrétiens médias RCM, enregistrée sous le SIREN : 518763412 et dont le SIRET du siège en 2018 est 51876341200013.
Dialogue RCF est financée pour un tiers par les institutions religieuses chrétiennes locales (diocèse etc.), pour un tiers par le Fonds de soutien à l'expression radiophonique et pour un tiers par ses auditeurs pour un budget d'environ 320 000 euros en 2023. L'absence de ressources publicitaires étant garante de plus d'indépendance.

## Diffusion

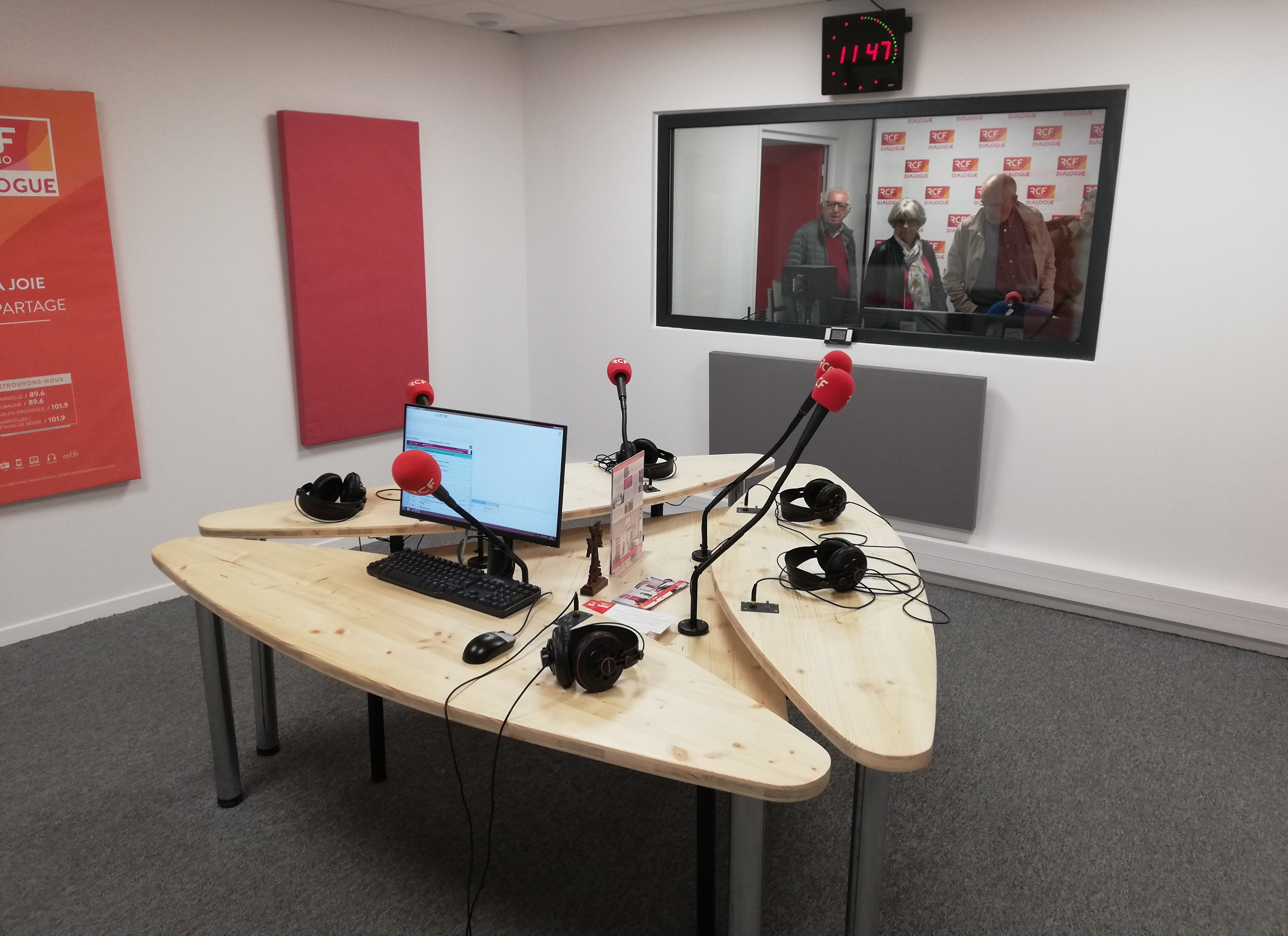
Le grand studio de Dialogue RCF, dans ses locaux inaugurés en 2019.

Dialogue RCF diffuse ses programmes sur la bande FM dans les régions Marseille 89.6, Martigues 101.9, Aix-en-Provence 101.9 et Aubagne 89.6.

## Ligne éditoriale et contenus
L'intégration au réseau RCF en 2015 permet des échanges de programmes et le relais d'émissions nationales et internationales entre les 64 radios locales, membres du réseau,.
En 2018, Dialogue RCF engage une refonte de sa ligne éditoriale visant une plus franche affirmation de son positionnement chrétien et local et une recherche de plus de professionnalisme et de qualité,. La radio prépare dès lors le passage au digital avec diffusion de ses contenus sur le web, en podcasts et sur les réseaux sociaux.
La matinale, de 6h30 à 9h00, comprends deux journaux locaux, à 7h et 8h, des flash météo et d'information locaux, et une interview avec un invité à 7h40.
En collaboration avec les autres radios RCF de sa région, elle a lancé un magazine régional chaque soir, le 18-19 en Provence.
Dialogue RCF couvre les événements de la vie chrétienne dans sa zone d'émission ; elle en créé et en anime d'autres. Elle participe à des événements visant à promouvoir plus de fraternité et de paix sociale mais aussi à une meilleure compréhension des échéances politiques,.
Selon le baromètre de La Croix, le réseau RCF auquel participe Dialogue RCF, constitue le réseau radiophonique le plus crédible de France (55% contre une moyenne de 45%) malgré l'impact négatif de la crise sanitaire liée à la Covid-19 sur les habitudes d'écoute du média radio.